# لهوتا پود هوریتشکامی

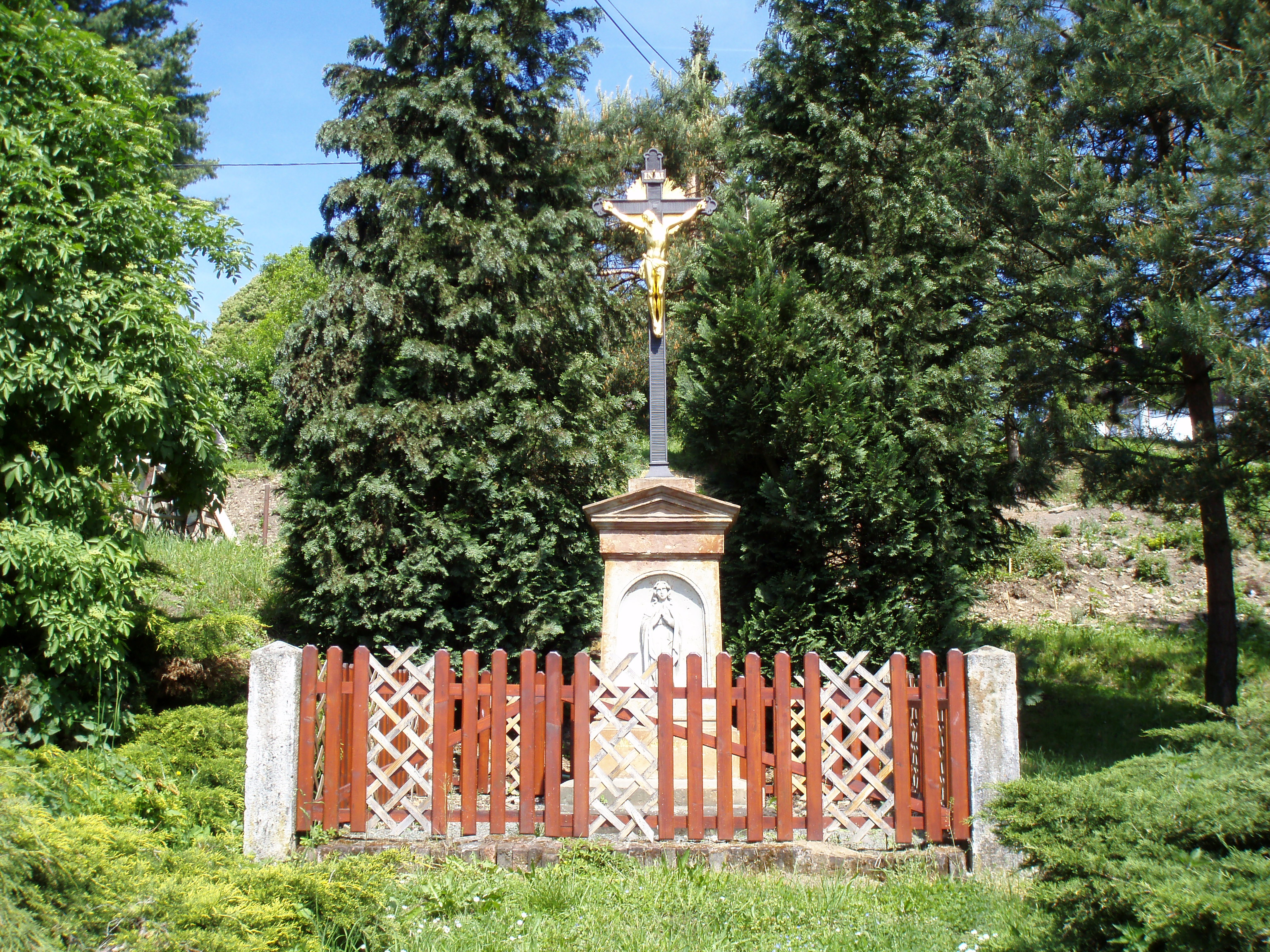
در این تصویر میتوانید یکی از نمادهای مربوط به عیسی مسیح را به وضوح مشاهده کنید که این منطقه تاثیر بسزایی در جلب توریست داشته است.

لهوتا پود هوریتشکامی (به چکی: Lhota pod Hořičkami) یک منطقهٔ مسکونی در جمهوری چک است که در ناحیه ناخود واقع شده‌است.